# Hoa hậu Thế giới 1961

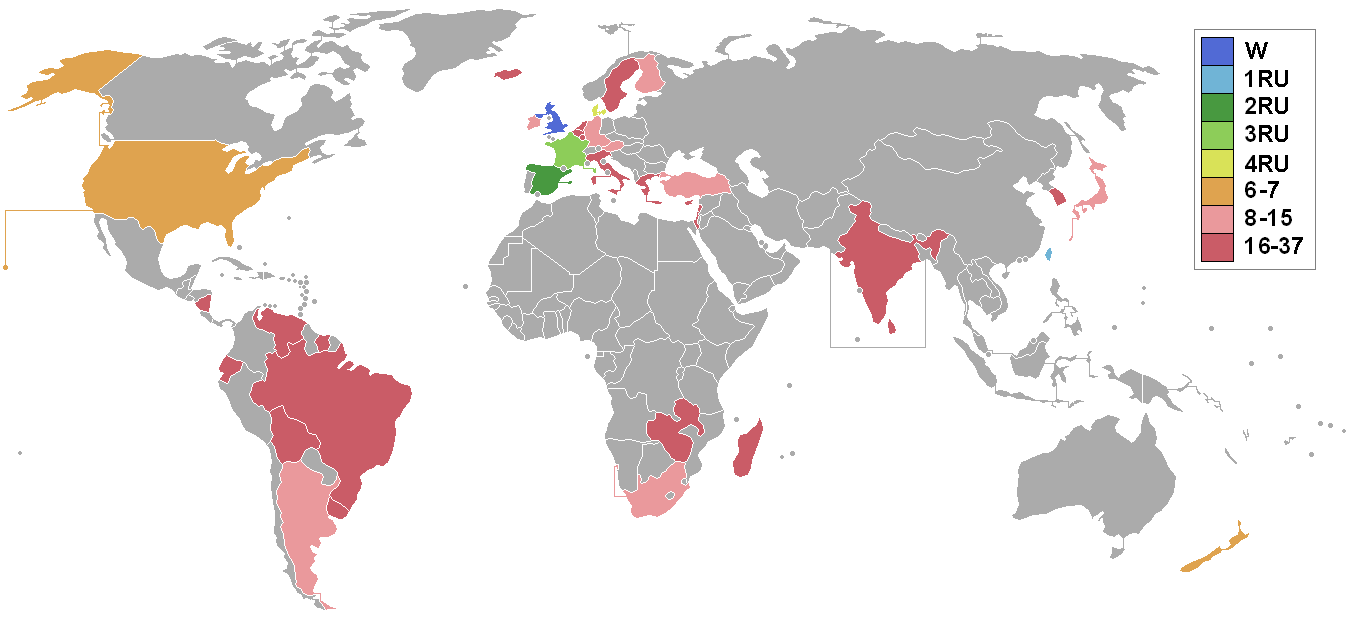
Các quốc gia và vùng lãnh thổ tham dự cuộc thi và kết quả

Hoa hậu Thế giới 1961, là cuộc thi Hoa hậu Thế giới lần thứ 11, người chiến thắng là Rosemarie Frankland của Vương quốc Anh. Cuộc thi được diễn ra vào ngày 09 tháng 11 năm 1961 tại nhà hát Lyceum, Luân Đôn, Vương quốc Anh.

## Kết quả
| Kết quả               | Thí sinh |
| --------------------- | --- |
| Hoa hậu Thế giới 1961 | - Vương quốc Anh – Rosemarie Frankland † |
| Á hậu 1               | - Trung Hoa Dân Quốc – Grace Lí Tú Anh |
| Á hậu 2               | - Tây Ban Nha – Carmen Cervera |
| Á hậu 3               | - Pháp – Michèle Wargnier |
| Á hậu 4               | - Đan Mạch – Inge Jörgensen |
| Top 7                 | - New Zealand – Leone Mary Main - Hoa Kỳ – Jo Ann Odum |
| Top 15                | - Argentina – Susana Julia Pardal - Áo – Hella Wolfsgrubej - Phần Lan – Ritva Tuulikki Wächter - Đức – Romy März - Ireland – Olive Ursula White - Nhật Bản – Chie Murakami - Nam Phi – Yvonne Brenda Hulley - Thổ Nhĩ Kỳ – Güler Samuray |

## Thí sinh
- Argentina - Susana Julia Pardal
- Áo - Hella Wolfsgrubej
- Belgium - Jacqueline Oroi
- Bolivia - Nancy Cortez Justiniano
- Brazil - Alda Maria Coutinho de Moraes
- Ceylon - Sushila Perera
- Trung Hoa Dân Quốc - Grace Lí Tú Anh
- Síp - Andreava (Rita) Polydorou
- Đan Mạch - Inge Jörgensen
- Ecuador - Magdalena Davila Varela
- Phần Lan - Ritva Tuulikki Wächter
- Pháp - Michèle Wargnier
- Đức - Romy März
- Hy Lạp - Efstathia (Efi) Karaiskaki
- Hà Lan - Ria van Zuiden
- Iceland - Johanna Kolbrun Kristjansdóttir
- Ấn Độ - Veronica Leonora Torcato
- Ireland - Olive Ursula White
- Israel - Er'ela Hod
- Ý - Franca Cattaneo
- Nhật Bản - Chie Nurakami
- Hàn Quốc - Hyun Chang-ae
- Liban - Leila Antaki
- Luxembourg - Vicky Schoos
- Madagascar - Jeanne Rakatomahanina
- New Zealand - Leone Mary Main
- Nicaragua - Thelma Arana
- Rhodesia & Nyasaland - Angela Joyce Moorcroft
- Nam Phi - Yvonne Brenda Hulley
- Tây Ban Nha - Maria del Carmen Cervera Fernández
- Surinam - Kitty Essed
- Thụy Điển - Inger Margaretha Lundquist
- Thổ Nhĩ Kỳ - Güler Samuray
- Vương quốc Anh - Rosemarie Frankland
- Hoa Kỳ - Jo Ann Odum
- Uruguay - Roma Spadachinni Aguerre
- Venezuela - Bexy Romero Tosta